# Sesia ladakhensis
Sesia ladakhensis is een vlinder uit de familie wespvlinders (Sesiidae), onderfamilie Sesiinae.
Sesia ladakhensis is voor het eerst wetenschappelijk beschreven door Špatenka in 1990. De soort komt voor in het Palearctisch gebied.